# Fred (football, 1986)
Frederico Burgel Xaviel, né le 15 janvier 1986 à Novo Hamburgo, est un footballeur brésilien qui évolue au poste de défenseur central au Botafogo PB.

## Biographie
Il jouait depuis le 2 janvier 2006 jusqu’en 2008 au Standard de Liège, en Division 1 belge. Il portait le maillot floqué du numéro 26.

## Palmarès
- Standard de Liège
  - Vainqueur du Champion de Belgique en 2008

- Grêmio
  - Vainqueur du Coupe du Brésil en 2016

- Vitória
  - Vainqueur du Championnat de Bahia en 2017